# 思勤县
思勤县，中国古县名。
武周圣历元年（698年）置，治所在今广西壮族自治区昭平县东北、思勤江西岸。先后属武安州、富州。北宋开宝五年（972年），废入龙平县。 